# Jeu de rôle (psychologie)
Ne pas confondre avec d'autres formes de jeu de rôle.
Pour les articles homonymes, voir Jeu de rôle (homonymie).
 (janvier 2013).
Le jeu de rôle est une technique utilisée en psychologie et en pédagogie, qui consiste à mettre une personne dans une situation fictive et à demander à cette personne d'agir comme si cette situation était réelle.
Cette technique ne doit pas être confondue avec le jeu de rôle ludique ni l'effet de rôle psychologie, terme inventé par le Dr Montellier.

## Psychologie
En psychothérapie,  le « sociodrame » de Moreno ou encore l'entraînement aux compétences sociales en TCC reposent sur le jeu de rôle. 
Dans le sociodrame d'inspiration psychanalytique le jeu de rôle permettra à la personne d'apprendre à gérer des réactions émotionnelles (phobies, troubles obsessionnels compulsifs), ou bien de verbaliser (d'exprimer) des souffrances refoulées (par exemple en revivant une situation traumatisante).

## Pédagogie
En pédagogie, notamment en pédagogie pour adultes (andragogie), le jeu de rôle permet à l'apprenant de mettre en pratique ce qu'il a appris (cas concret), et donc de faciliter l'apprentissage ainsi que la gestion de la tension nerveuse (stress) pouvant résulter de situations difficiles ou inconnues. Cela permet aussi au formateur d'évaluer l'apprenant (a-t-il bien assimilé ?) ainsi que la formation (le message est-il bien passé ?).
Le jeu de rôle est aussi une manière de faire prendre conscience des phénomènes en les vivant, plus que ne le ferait un exposé magistral. Par exemple :
- En faisant jouer deux groupes de personnes avec des règles différentes (alors qu'elles croient utiliser les mêmes), on peut faire prendre conscience du décalage culturel entre les peuples, ou bien de l'écart entre ce que l'on imagine et ce que vivent les autres ; cette technique est beaucoup utilisée pour la formation des volontaires des organisations non-gouvernementales (ONG) intervenant à l'étranger ou bien avec des migrants ;
- Une simulation d'entretien filmée permet de prendre conscience de ses tics et défauts et de les corriger ;
- Le « jeu de la NASA » permet de montrer la structuration spontanée d'un groupe et l'importance du rôle de coordinateur ;
- Les cas concrets dans l'enseignement des premiers secours (simulation d'un accident) permet à l'apprenant de reproduire les gestes appris dans leur contexte, avec un effet de surprise, mais sans danger.